# Stensele
Stensele – miejscowość (tätort) w Szwecji, w regionie administracyjnym (län) Västerbotten, w gminie Storuman.
Według danych Szwedzkiego Urzędu Statystycznego liczba ludności wyniosła: 500 (31 grudnia 2015), 496 (31 grudnia 2018) i 497 (31 grudnia 2019).